# Cormac Connloignes
Cormac Connloignes – postać występująca w cyklu ulsterskim, syn króla Conchobara III mac Nessy. 
Iryjski mit opowiada, jak Cormac dobrowolnie udał się na wygnanie razem z obalonym władcą Ulsteru, Fergusem mac Rothem, po tym, jak jego ojciec doprowadził do zamordowania Naoisego, męża Deirdre. Podjął decyzję o powrocie dopiero po otrzymaniu zaproszenia od swojego ojca, który mianował go swoim następcą, będąc już na łożu śmierci. Nie posłuchał rad druidów, którzy ostrzegali go, że zginie jeżeli wróci do ojczyzny. W drodze zapadł w głęboki sen i został zabity przez bandę wojowników.